# Kuklia (dystrykt Famagusta)
Kuklia (gr. Κούκλια, tur. Köprülü) – wieś na Cyprze, w dystrykcie Famagusta. Położona jest na terenie republiki Cypru Północnego.